# آمفکپوبیس
آمفکپوبیس(نام علمی: Amphekepubis johnsoni) نام یک گونه از تیره موساسوریان است.